# Niževec
Niževec (Duits: Nischevetz) is een plaats in Slovenië en maakt deel uit van de gemeente Borovnica in de NUTS-3-regio Osrednjeslovenska. De plaats telde 38 inwoners op 1 januari 2020.